# Friedrich van Hulsen
Frederik van Hulsen, o Friedrich von Hulsen, noto anche come Hulseen e Fredericus Hulsius (Middelburg, 1580 – Francoforte sul Meno, 1665), è stato un incisore olandese, attivo durante il secolo d'oro olandese.

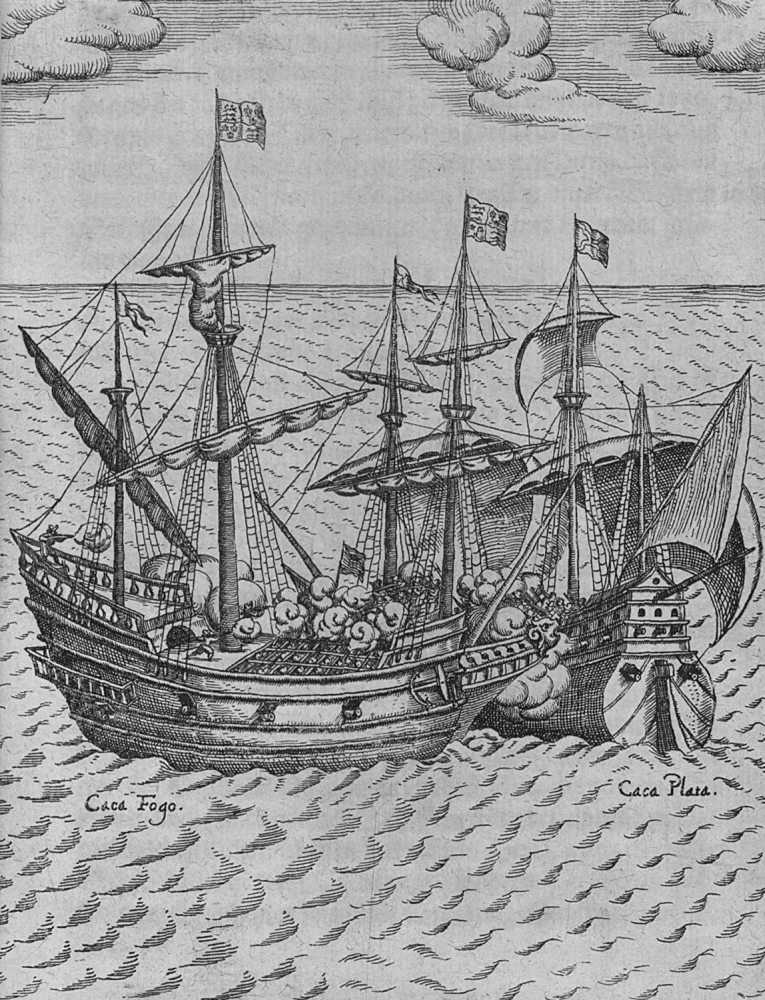
Cattura di Cacafuego (1626) incisione di Friedrich Hulsius

Nacque a Middelburg e divenne allievo di Jan Theodor de Bry; noto per le sue incisioni di linee.